# دوغلاس س. شميت
دوغلاس س. شميت (بالإنجليزية: Douglas C. Schmidt)‏ هو عالم حاسوب أمريكي، ولد في 18 يوليو 1962.